# Microdus
Microdus là một chi rêu trong họ Dicranaceae.